# کرامکووکا دوژا
کرامکووکا دوژا (به لهستانی:  Kramkówka Duża) یک روستا در لهستان است که در گمینا گونگانز واقع شده‌است.